# Anserin
Anserin (beta-alanil-N-metilhistidin) je dipeptid prisutan u skeletalnim mišićima i mozgu sisara and birds. 
On je antioksidans (oko 5 puta jači od karnozina). pKa vrednost imidazolnog prstena histidina u anserinu je 7,04. Iz tog razloga je arserin efektivan bufer na fiziolopkom pH.